# Truinas
Truinas este o comună în departamentul Drôme din sud-estul Franței. În 2009 avea o populație de 130 de locuitori.

## Evoluția populației
| An        | 1975 | 1982 | 1990 | 1999 | 2006 | 2009 |
| --------- | ---- | ---- | ---- | ---- | ---- | ---- |
| Populație | 80   | 104  | 107  | 112  | 131  | 130  |